# Правила переводу формул із системи СГС в систему ISQ
Попри те, що система SI рекомендована до вжитку вже понад 40 років тому, вона досі не здобула загального визнання серед науковців. Причиною цього є консерватизм, недоліки Міжнародної системи величин (ISQ), на базі якої побудована система SI, й прості міркування зручності. Фізики користуються найзручнішими формулами для даної галузі науки. Наприклад, при квантово-механічних розрахунках зручно користуватися «природною системою одиниць», у якій приведена стала Планка, маса електрона й швидкість світла дорівнюють одиниці, а заряд електрона — кореню квадратному із сталої тонкої структури. В такому випадку цілий ряд формул квантової механіки набувають простішого вигляду.
Більшість класичної літератури в галузі фізики, яка досі перевидається й широко вживається, написана з використанням гаусової системи СГС. Гаусова система ніколи не була практичною системою одиниць, проте вона фізично грамотна й записані в ній формули читаються набагато легше, ніж у системі ISQ. Проте електротехнічні прилади калібруються з використанням одиниць системи SI, й часто виникає проблема переводу класичних формул у систему ISQ.
Нижче приведена таблиця перетворень і приклади її використання.
| Фізичні величини                                                 | Гаусова система                                     | Система ISQ                                                                                     |  |
| ---------------------------------------------------------------- | --------------------------------------------------- | ----------------------------------------------------------------------------------------------- |  |
| Швидкість світла                                                 | c                                                   | {\displaystyle {\frac {1}{\sqrt {\mu _{0}\varepsilon _{0}}}}}                                   |  |
| Напруженість електричного поля, електростатичний потенціал       | {\displaystyle \mathbf {E} ,\varphi }               | {\displaystyle {\sqrt {4\pi \varepsilon _{0}}}(\mathbf {E} ,\varphi )}                          |  |
| Вектор електричної індукції                                      | {\displaystyle \mathbf {D} }                        | {\displaystyle {\sqrt {4\pi /\varepsilon _{0}}}\mathbf {D} }                                    |  |
| Заряд, густина заряду, струм, густина струму, вектор поляризації | {\displaystyle q,\rho ,I,\mathbf {j} ,\mathbf {P} } | {\displaystyle {\frac {1}{\sqrt {4\pi \varepsilon _{0}}}}(q,\rho ,I,\mathbf {j} ,\mathbf {P} )} |  |
| Вектор магнітної індукції, магнітний потік                       | {\displaystyle \mathbf {B} ,\Phi }                  | {\displaystyle {\sqrt {4\pi /\mu _{0}}}(\mathbf {B} ,\Phi )}                                    |  |
| Напруженість магнітного поля                                     | {\displaystyle \mathbf {H} }                        | {\displaystyle {\sqrt {4\pi \mu _{0}}}\mathbf {H} }                                             |  |
| Магнітний момент, намагніченість                                 | {\displaystyle \mathbf {m} ,\mathbf {I} }           | {\displaystyle {\sqrt {\mu _{0}/4\pi }}(\mathbf {m} ,\mathbf {I} )}                             |  |
| діелектрична проникність, магнітна проникність                   | {\displaystyle \varepsilon ,\mu }                   | {\displaystyle \varepsilon _{r},\mu _{r}}                                                       |  |
| Електрична поляризовність, магнітна сприйнятливість              | {\displaystyle \alpha ,\chi }                       | {\displaystyle {\frac {1}{4\pi }}(\alpha ,\chi )}                                               |  |
| Питома електропровідність                                        | {\displaystyle \sigma }                             | {\displaystyle {\frac {\sigma }{4\pi \varepsilon _{0}}}}                                        |  |
| Опір                                                             | {\displaystyle R}                                   | {\displaystyle 4\pi \varepsilon _{0}R}                                                          |  |
| Ємність                                                          | {\displaystyle C}                                   | {\displaystyle {\frac {C}{4\pi \varepsilon _{0}}}}                                              |  |
| Індуктивність                                                    | {\displaystyle L}                                   | {\displaystyle {\frac {4\pi }{\mu _{0}}}L}                                                      |  |
|                                                                  |                                                     |                                                                                                 |  |

## Приклади використання

### Закон Кулона
Записаний в системі СГС закон Кулона читається
{\displaystyle \mathbf {F} ={\frac {q_{1}q_{2}}{r^{2}}}}
Для переводу в систему ISQ потрібно замінити заряди відповідно до формул із таблиці. Сила й віддаль не міняються. В результаті отримаємо
{\displaystyle \mathbf {F} ={\frac {q_{1}q_{2}}{4\pi \varepsilon _{0}r^{2}}}}

### Сила Лоренца
{\displaystyle \mathbf {F} =q\mathbf {E} +{\frac {q}{c}}[\mathbf {v} ,\mathbf {B} ]}
Потрібно замінити заряд, напруженість електричного поля, магнітну індукцію, швидкість світла:
{\displaystyle \mathbf {F} ={\frac {q}{\sqrt {4\pi \varepsilon _{0}}}}\mathbf {E} {\sqrt {4\pi \varepsilon _{0}}}+{\frac {q}{\sqrt {4\pi \varepsilon _{0}}}}{\sqrt {\varepsilon _{0}\mu _{0}}}\left[\mathbf {v} ,\mathbf {B} {\sqrt {\frac {4\pi }{\mu _{0}}}}\right]=q\mathbf {E} +q[\mathbf {v} ,\mathbf {B} ]}